# Hạt

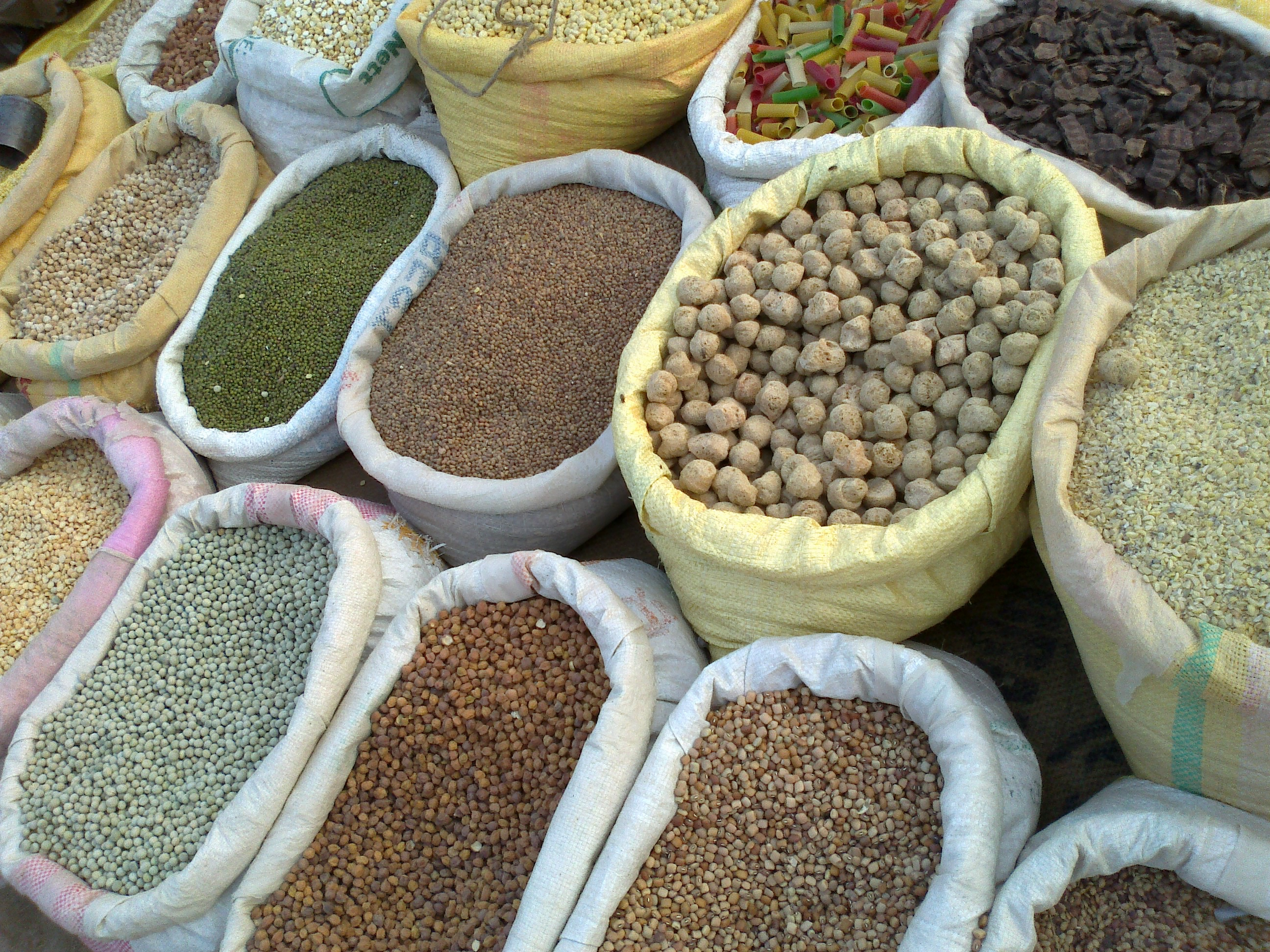
Các loại hạt thương phẩm một khu chợ.

Hạt hay hột là một phôi cây hoặc hạt giống nhỏ, cứng, khô, có hoặc không có lớp áo hạt hoặc quả kèm theo, được thu hoạch để tiêu thụ cho người hoặc động vật. Một cây lương thực là cây trồng lấy hạt. Hai loại cây trồng hạt thương mại chính là ngũ cốc và cây họ đậu.
Sau khi được thu hoạch, ngũ cốc khô có độ bền cao hơn các loại thực phẩm thiết yếu khác, chẳng hạn như trái cây có tinh bột (chuối, bánh mì, v.v.) và củ (khoai lang, sắn, v.v.). Sự bền vững này đã làm cho ngũ cốc rất phù hợp với nền nông nghiệp mang tính công nghiệp, vì chúng có thể được thu hoạch bằng máy móc, vận chuyển bằng đường sắt hoặc tàu, được lưu trữ trong thời gian dài trong các silo và nghiền thành bột hoặc ép lấy dầu. Do đó, các thị trường hàng hóa toàn cầu lớn về ngô, gạo, đậu nành, lúa mì, các loại ngũ cốc khác tồn tại còn nhưng không có với củ, rau hoặc các loại cây trồng khác.

## Cấu trúc hạt

Những bộ phận của hạt quả bơ (hai lá mầm)

Một hạt điển hình gồm có ba phần cơ bản: một phôi, một nguồn dinh dưỡng cho phôi, và một lớp áo hạt.

### Hạt và các bộ phận của hạt
Sau quá trình thụ tinh, noãn của thực vật có hạt sẽ biến đổi thành hạt (còn gọi là hạt giống hay chủng tử). Những phần của noãn sẽ biến đổi thành những phần tương ứng của hạt. Hạt gồm có vỏ (còn gọi là áo), phôi (hay phôi mầm) và phôi nhũ (bao gồm nội nhũ và ngoại nhũ, chứa các chất dinh dưỡng dự trữ).
Vỏ hạt có các hình dạng sau: nhẵn bóng, sần sù, mọng nước...
Phôi của hạt gồm: rễ mầm, thân mầm, lá mầm và chồi mầm.
Chất dinh dưỡng dự trữ của hạt chứa trong lá mầm hoặc trong phôi nhũ.
Cây Hai lá mầm phôi của hạt có hai lá mầm, cây Một lá mầm phôi của hạt chỉ có một lá mầm.
Tuỳ thuộc vào sự có mặt của nội nhũ và ngoại nhũ trong hạt, người ta phân chia hạt thành bốn loại sau: hạt có nội nhũ, hạt không có nội nhũ, hạt vừa có nội nhũ vừa có ngoại nhũ, và hạt có ngoại nhũ.
Lưu ý trong tiếng Việt, với một số loài thực vật, cách gọi "hạt" (hay "hột", "hạch") theo nghĩa thông thường còn bao gồm cả phần vỏ quả trong (endocarp) đã cứng lại, bao bọc bên ngoài hạt giống (hạt theo nghĩa sinh học). Khi đó, hạt theo nghĩa sinh học sẽ được gọi là nhân (ví dụ, "nhân đào" chính là hạt theo nghĩa sinh học của loài đào, nằm trong "hạt đào").

### Phôi
Phôi là cây non mà từ đó sẽ phát triển thành một cây mới ở điều kiện thích hợp. Với thực vật một lá mầm, phôi chỉ có một lá mầm. Với thực vật hai lá mầm, phôi có hai lá mầm. Với thực vật hạt trần thì có thể có hơn hai lá mầm. Phần rễ mầm là rễ của phôi, chồi mầm là chồi của phôi. Phần thân phôi ở trên điểm gắn liền các lá mầm là trụ trên lá mầm, nếu nằm ở dưới thì được gọi là trụ dưới lá mầm.

### Phần dự trữ
Bên trong hạt thường có một nơi chứa chất dinh dưỡng cho cây non và nó sẽ phát triển lên từ phôi. Các hình thức chứa dưỡng chất rất đa dạng và phụ thuộc vào các loại cây. Ở cây hạt kín, phần dưỡng chất lúc đầu là một mô được gọi là nội nhũ, được chuyển hóa từ cây mẹ thông qua thụ tinh kép. Nội nhũ của thực vật tam bội thường có nhiều dầu, tinh bột và protein. Ở thực vật hạt trần, chẳng hạn như các loại cây có quả hình nón, phần mô chứa dưỡng chất (cũng được gọi là nội nhũ) là một phần của giao tử cái, một mô đơn bội. Ở một số loài, phần phôi được ôm hẳn trong nội nhũ hay giao tử cái, và cây non sẽ sử dụng khi nảy mầm. Nói một cách khác, phần nội nhũ sẽ được phôi hấp thụ và phát triển bên trong hạt, và lá mầm của phôi sẽ chứa đầy dưỡng chất. Khi trưởng thành, hạt của những loài này không có nội nhũ và được gọi là hạt có albumin bên ngoài. Một số hạt có albumin bên ngoài là hạt đậu, sồi, óc chó, bí, hướng dương và cải. Hạt có nội nhũ khi trưởng thành được gọi là hạt có albumin ở trong. Hầu hết các cây một lá mầm (ví dụ như cỏ và cọ) và nhiều cây hai lá mầm (ví dụ như quả hạch Brazil và thầu dầu) đều cho hạt có chứa albumin ở trong. Tất cả các hạt của thực vật hạt trần đều có albumin ở trong.

### Áo hạt

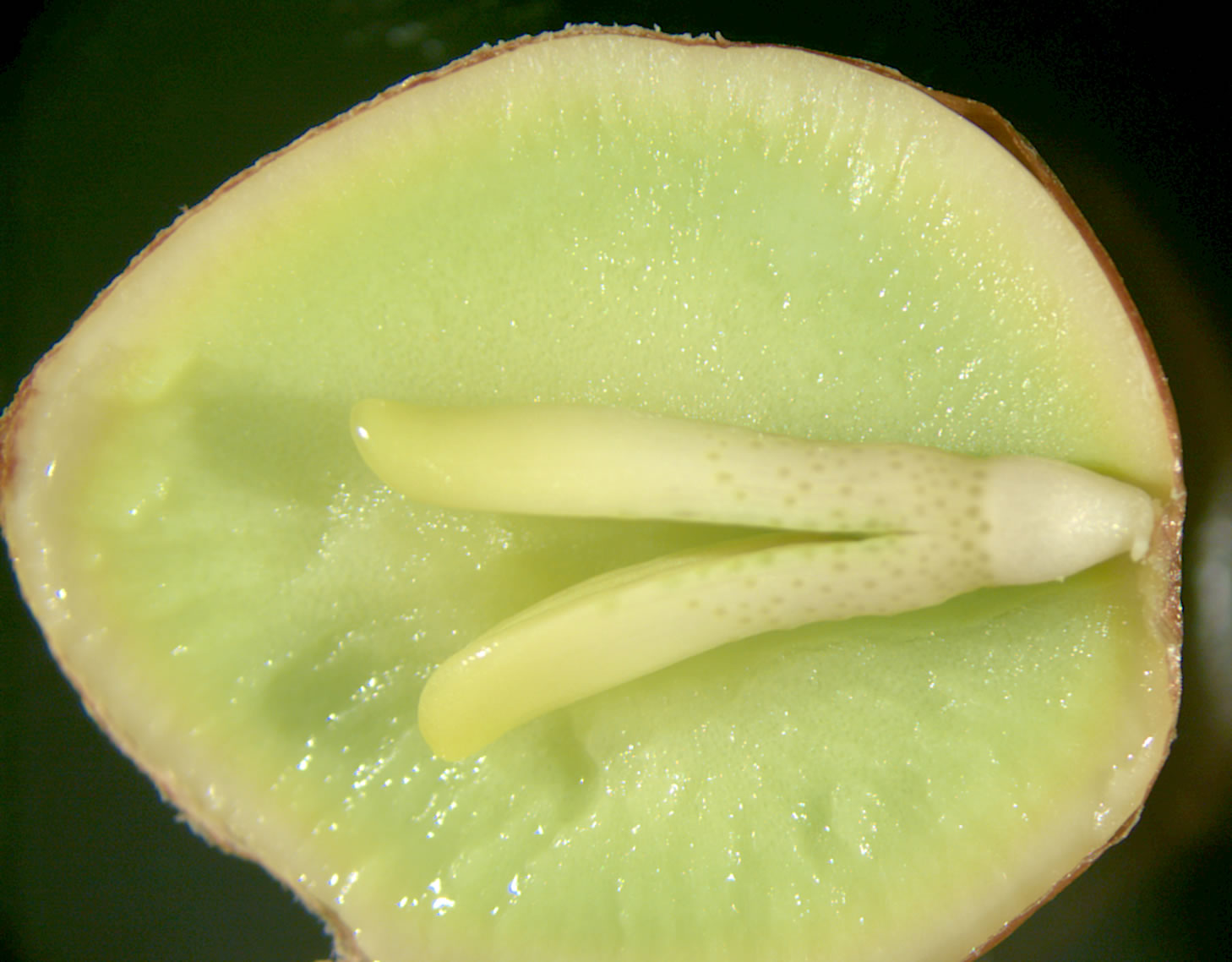
Bên trong một hạt bạch quả. Gồm phôi đã khá lớn, mô dinh dưỡng và một lớp áo hạt bên ngoài.

Phần áo hạt (gọi là "testa") phát triển từ phần mô bọc xung quanh noãn. Phần áo hạt của một hạt trưởng thành có thể là một lớp mỏng như giấy (ví dụ như hạt đậu phộng) hoặc dày hơn (lớp áo hạt của bồ kết ba gai và dừa thì dày và cứng, hoặc như một lớp thịt đối với quả lựu).Phần áo hạt giúp bảo vệ phôi khỏi các chấn thương cơ học, bị ăn bởi động vật hay bị rơi ra ngoài. Tùy vào sự phát triển mà phần áo hạt có thể là dạng đôi (bitegmic) hoặc đơn (unitegmic). Áo hạt đôi được tạo thành từ lớp vỏ ngoài và lớp vỏ trong còn với áo hạt đơn ta chỉ thấy phần áo hạt (testa)
Biểu bì của lớp áo hạt có vài tầng. Thường thì những bộ phận của phần áo hạt hay phần vỏ trong (tegmen) sẽ tạo thành một màng bảo vệ cơ học cứng. Tầng "endotegmen" chuyển hóa từ biểu bì phía trong cùng của lớp vỏ trong. Tầng "exotegmen" chuyển hóa từ biểu bì phía ngoài cùng của phần vỏ bên trong. Tương tự, Tầng "endotesta" chuyển hóa từ biểu bì phía trong cùng của phần vỏ ngoài và tầng ngoài cùng của phần áo hạt chính là biểu bì ngoài cùng, hay còn gọi là "exotesta". Nếu "exotesta" cũng là lớp bảo vệ cơ học thì hạt đó được gọi là "hạt vỏ cứng bên ngoài".Nhưng nếu như lớp bảo vệ cơ học là phần "endotegmen", thì hạt đó gọi là "hạt vỏ cứng bên trong". Phần "exotesta" có thể chứa một hoặc nhiều dãy tế bào được kéo dài ra và giống như một hàng rào (ví dụ như của họ Đậu (Fabaceae)). Màng bảo vệ cơ học có thể chống thấm nước, do đó ngăn hạt nảy mầm. Giữa các loại màng bảo vệ đó có thể có sự hiện diện của tế bào cứng hóa gỗ.
Ngoài ba phần cơ bản, một số hạt còn có phần phụ trên lớp áo hạt chẳng hạn như "aril", là phần thịt phát triển bên ngoài cán phôi (thủy tùng và nhục đậu khấu) hoặc "enlaiosome" (cây corydalis) hoặc lông hạt. Những cấu trúc như sợi tóc trên phần biểu bì là túm lông của hạt (chi Bông vải). Một vết sẹo có thể còn lại trên lớp áo hạt, gọi là rốn hạt (hilum), là chỗ mà hạt gắn liền với vách của bầu nhụy bởi phần cán phôi.

## Sự tạo hạt
Hạt được tạo thành trong vài nhóm thực vật có quan hệ với nhau và cách thức thì khác biệt giữa thực vật hạt kín và thực vật hạt trần. Hạt của thực vật hạt kín được tạo thành trong một cấu trúc cứng hoặc có thịt gọi là quả, nó bao phủ hạt đúng như tên gọi. (Một số quả có cả lớp vỏ cứng và lớp thịt). Ở thực vật hạt trần, không có cấu trúc đặc biệt nào phát triển để bao phủ hạt, mà hạt sẽ bắt đầu phát triển một cách "trần trụi" trên lá bắc của phần nón. Tuy nhiên, hạt chắc chắn được bảo vệ trong các vảy xếp theo hình nón nếu chúng phát triển ở các loại quả hình nón. Lượng hạt được cho ra bởi thực vật trong tự nhiên thay đổi rất lớn theo năm, tùy thuộc vào thời tiết, côn trùng, bệnh dịch và vòng đời của các loại thực vật. Ví dụ, cứ khoảng 20 năm, những khu rừng thông lá kim cho ra từ không có cây nào đến gần năm triệu hạt thông khỏe trên mỗi hecta. Hết khoảng thời gian này, khi thu hoạch hạt, người ta thấy có 6 vụ bội thu, 5 vụ kém và 9 vụ tốt khi được đánh giá về phần trồng cây con thích hợp để tái tạo rừng.

## Sự phát triển hạt

Các giai đoạn phát triển của hạt
−
Giai đoạn I – Giai đoạn hợp tử
Giai đoạn II – Giai đoạn tiền phôi
Giai đoạn III – Giai đoạn hình cầu
Giai đoạn IV – Giai đoạn hình tim
Giai đoạn V – Giai đoạn hình ống
Giai đoạn VI – Giai đoạn phôi trưởng thành
1/ Nội nhũ 2/ Hợp tử 3/ Phôi 4/ Cuống noãn
5/ Lá mầm 6/ Mô phân sinh ngọn chồi
7/ Mô phân sinh gốc rễ 8/ Rễ mầm 9/ Trụ dưới lá mầm
10/ Trụ trên là mầm 11/ Áo hạt

biểu đồ của các bộ phận bên trong của hạt thực vật hai lá mầm (a) áo hạt, (b) nội nhũ, (c) lá mầm, (d) trụ dưới lá mầm

Hạt có phôi với hai nơi để phát triển (một là từ thân, hai là từ rễ) được bao phủ trong một lớp áo hạt với một ít chất dinh dưỡng dự trữ. Hạt của thực vật hạt kín có ba cấu tạo riêng biệt về mặt di truyền: 1 là phôi tạo thành từ hợp tử, 2 là nội nhũ, thường ở dạng tam bội, 3 là lớp áo hạt, chuyển hóa từ mô cái của noãn. Ở thực vật hạt kín, quá trình phát triển hạt bắt đầu bằng sự thụ tinh kép và có liên quan đến sự kết hợp của trứng với nhân tinh trùng trong hợp tử. Giai đoạn hai của quá trình này là sự kết hợp giữa phần nhân đối nhau (polar nuclei) với nhân tinh trùng thứ hai, tạo thành nội nhũ chính. Ngay sau khi thụ tinh, hợp tử gần như không hoạt động, nhưng nội nhũ chính sẽ phân chia liên tục để tạo thành mô nội nhũ. Mô này sẽ trở thành dưỡng chất cho cây con sử dụng đến khi rễ phát triển sau khi nảy mầm. Lớp áo hạt tạo thành từ hai phần vỏ hay là lớp bên ngoài của tế bào noãn, chuyển hóa từ mô của cây mẹ. Phần vỏ bọc nằm bên trong sẽ tạo thành lớp trần (tegmen), còn phần vỏ bọc bên ngoài sẽ tạo thành lớp áo hạt (testa). Khi lớp áo hạt được tạo thành từ một tầng duy nhất, nó cũng được gọi là "testa", dù rằng không phải "testa" nào cũng giống nhau giữa các loài.
Ở thực vật hạt trần, tế bào của hai tinh trùng được chuyển đi từ hạt phấn không tạo hạt bằng thụ tinh kép, nhưng một nhân tinh trùng sẽ kết hợp với một nhân trứng và tinh trùng còn lại sẽ không được sử dụng. Đôi khi mỗi tinh trùng sẽ thụ tinh với một tế bào trứng còn hợp tử sẽ bị bỏ đi hoặc hấp thụ trong giai đoạn sớm phát triển hạt. Hạt gồm có phôi (kết quả của sự thụ tinh) và mô của cây mẹ, và cũng tạo thành một dạng nón bao quanh hạt đối với các cây cho quả hình nón như thông và vân sam.
Noãn sau khi thụ tinh sẽ phát triển thành hạt, những bộ phận chính của noãn là những sợi nhỏ, nối liền noãn với thực giá noãn (placenta), hay còn gọi là phôi tâm (nucellus). Vùng chính của noãn nơi mà giao tử lớn phát triển là lỗ noãn (micropyle), là một lỗ nhỏ mở sâu vào noãn để ống phấn đi vào trong suốt quá trinh thụ tinh. Còn phần điểm hợp (chalaza) là phần đáy noãn, đối diện với lỗ noãn, là nơi mà vỏ bao và phôi tâm gắn liền với nhau.
Hình dạng của noãn khi phát triển thường ảnh hưởng đến hình dạng cuối cùng của hạt. Thực vật thường tạo ra noãn với bốn hình dạng: dạng thường gặp nhất là noãn ngược (Anatropous), có hình uốn cong. Noãn mọc thẳng (Orthotropous) có dạng thẳng với các bộ phận của noãn nằm trên một hàng dài và tạo thành hạt không uốn cong. Noãn nằm ngang (Campylotropus) có giao tử lớn uốn cong và thường cho hạt hình chữ "C" kín. Dạng noãn cuối cùng là noãn đính ngược (Amphitropous), noãn sẽ đảo ngược một phần và xoay về sau 90 độ trên cán phôi của nó. Hai dạng ít gặp còn lại là Hemianatropus (noãn xoay 90 độ trên cán phôi hoặc thể noãn về góc phải của cán phôi) và Circinotropous (noãn xoay hơn 360 độ, và cán phôi có dạng cuộn, uốn quanh noãn)
Trong nhiều loài thực vật có hoa, lần phân chia đầu tiên của hợp tử được định hướng là nằm ngang về phần trục dài, và điều này tạo nên hai hướng (polarity) của phôi. Phần ở trên là về hướng điểm hợp, trở thành nơi phát triển chính của phôi. Còn phần ở dưới là về hướng lỗ noãn, sẽ tạo thành cuống noãn giống như thân nối liền với lỗ noãn. Cuống noãn (suspensor) hấp thụ và tạo ra chất dinh dưỡng từ nội nhũ và được sử dụng trong quá trình phát triển của phôi.
Phôi gồm nhiều bộ phận khác nhau: phần trụ trên lá mầm (epicotyl) phát triển thành chồi, rễ mầm (radicle) triển thành rễ chính, trụ dưới lá mầm (hypocotyl) nối liền lá mầm và rễ mầm, và lá mầm (cotyledole) sẽ tạo thành lá của hạt. Thực vật một lá mầm có những cấu trúc khác; thay vì theo dạng trụ trên và dưới của lá mầm, nó có một lá bao mầm trên (coleoptile) được tạo thành từ lá đầu tiên và nối với lá bao mầm dưới (coleorhiza) với rễ chính, cùng với rễ phụ mọc ra từ một bên. Hạt bắp được tạo thành với dạng cấu trúc này; phần vỏ thịt quả (pericarp) với lá mầm đơn lớn (Scutellum) hấp thụ dưỡng chất từ nội nhũ, chồi mầm, rễ mầm, lá bao mầm trên và lá bao mầm dưới – hai cấu trúc sau cùng có dạng như một chiếc vỏ, có tác dụng bảo vệ chồi mầm và rễ mầm. Phần áo hạt của cả thực vật một lá mầm và hai lá mầm đều đặc trưng về bề mặt hay hoa văn, hoặc có cánh hay chùm lông nhỏ.

### Kích cỡ hạt và hình thể

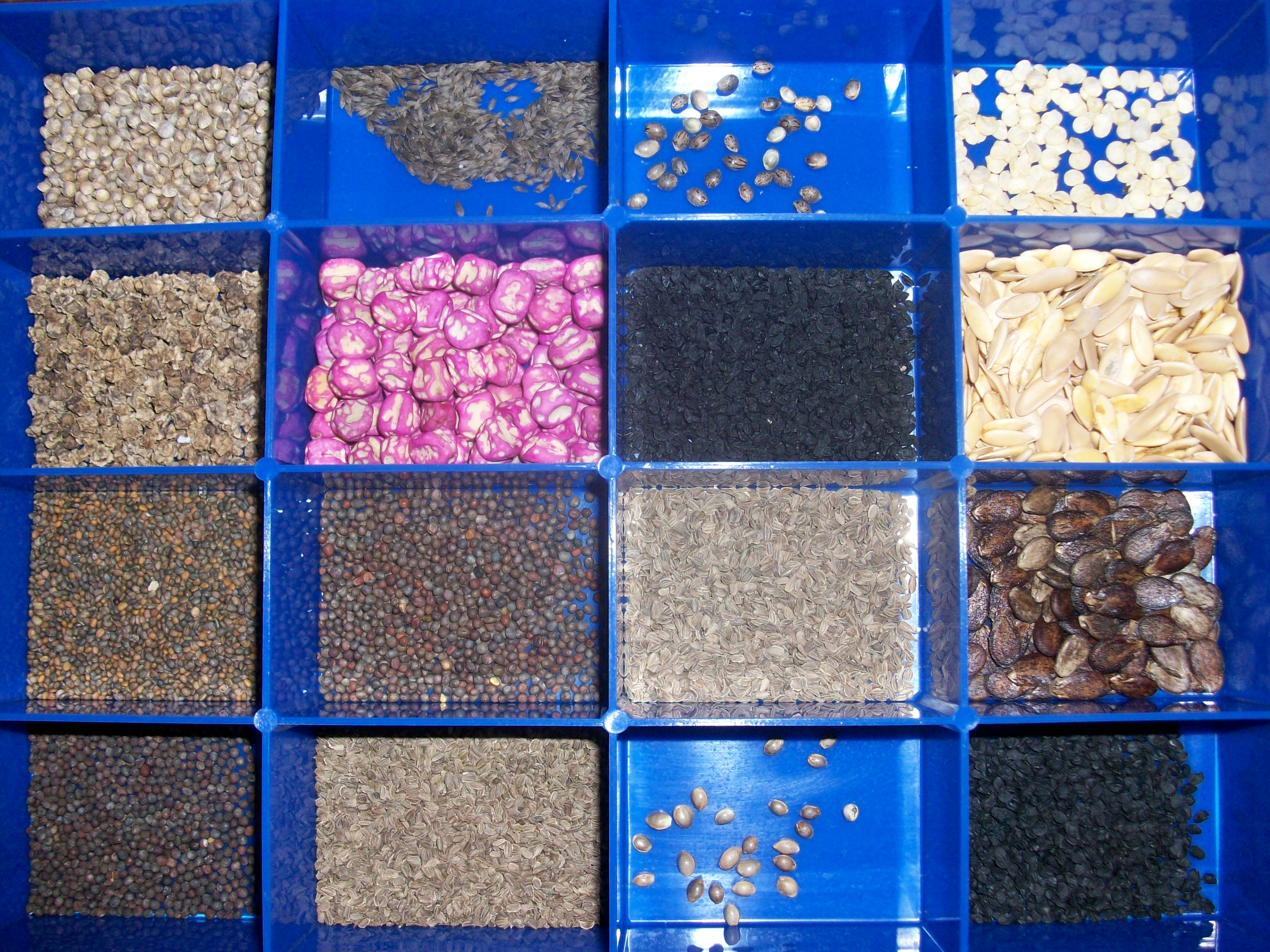
Vài loại hạt của rau quả và thảo mộc

Hạt có rất nhiều kích cỡ. Hạt có dạng như bụi của các loài Lan là nhỏ nhất, mỗi gam có thể có đến một triệu hạt; chúng thường là hạt phôi với phôi non và không có phần dự trữ năng lượng đáng kể. Các loại Lan và vài nhóm thực vật khác là thực vật dị dưỡng – liên kết với nấm (mycoheterotroph) và chúng phụ thuộc vào sự cộng sinh giữa nấm với rễ của chúng (mycorrhiza) để có được dưỡng chất cho sự nảy mầm và giai đoạn phát triển sớm của cây con. Thật sự, cây con của một số loại Lan đất trong vài năm đầu phải chuyển hóa năng lượng từ nấm và chúng không tạo ra lá xanh. Hạt giống lớn nhất là của cây dừa kép (coco de mer) với trong lượng trên 20 kg. Những thực vật cho hạt nhỏ hơn thì lượng hạt cho ra trong mỗi hoa sẽ nhiều hơn, còn những thực vật cho hạt lớn hơn sẽ phải cần nhiều dưỡng chất hơn, do đó lượng hạt cũng ít hơn. Các hạt nhỏ nhanh chín và có thể phân tán sớm, vì thế mà các loại thực vật ra hoa vào mùa thu thường cho nhiều hạt nhỏ. Nhiều loại thực vật sống một năm cho ra một lượng rất lớn hạt, điều này đảm bảo được ít nhất một lượng nhỏ hạt sẽ có nơi thích hợp để phát triển. Các loại thực vật thân cỏ và gỗ lâu năm thường cho hạt lớn hơn, chúng có thể cho hạt qua nhiều năm, và hạt lớn có nhiều năng lượng dự trữ hơn để nảy mầm và phát triển cây con, do đó cây con sẽ khỏe và cứng cáp hơn.

### Hình dáng và vẻ ngoài
Hạt có thể có dạng hình đĩa, hình cầu, cầu dẹt. Hạt dạng khía là hạt có các đường hoặc sống song song theo chiều dọc.

## Chức năng của hạt
Hạt có vài chức năng đối với những thực vật đã tạo ra chúng. Những chức năng chính bao gồm: nuôi dưỡng phôi, phân tán đến chỗ khác, và đưa vào trạng thái tiềm sinh nếu điểu kiện bên ngoài không thích hợp. Hạt là hình thức sinh sản chủ yếu. Và hầu hết các loại hạt đều là sản phẩm của sinh sản hữu tính, mà từ đó là sự hòa trộn vật chất di truyền và sự đa dạng về kiểu hình, tùy thuộc vào sự chọn lọc tự nhiên.

### Sự nuôi dưỡng phôi
Hạt giống bảo vệ và nuôi dưỡng phôi hoặc cây non. Chúng thường cho cây non một khởi đầu sớm hơn bào tử non từ bào tử, bởi vì chúng có lượng dưỡng chất dự trữ lớn hơn và sự đa bào của phôi.

### Sự phát tán hạt

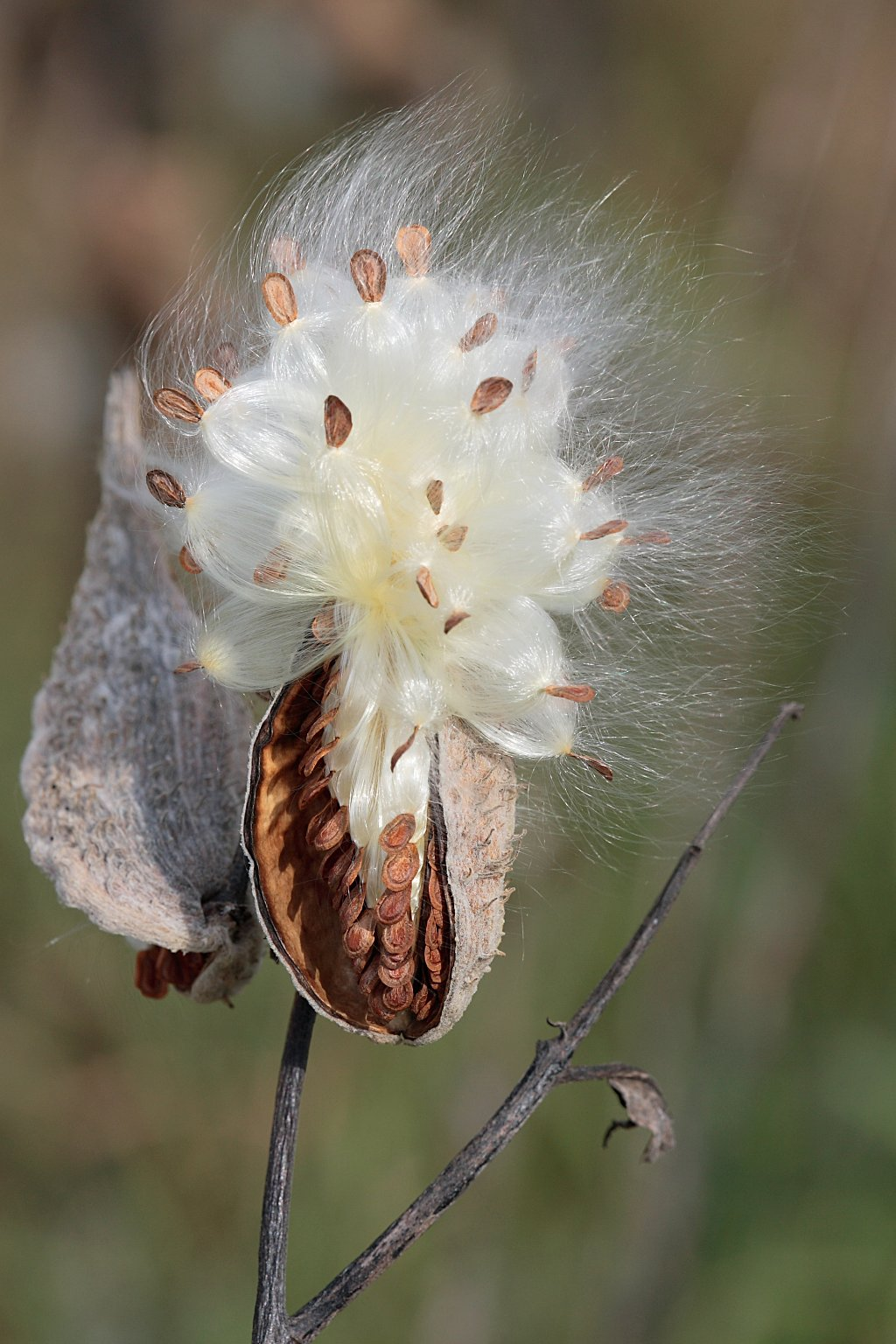
Thực vật chi Bông tai (milkweed)

Không giống các loài động vật, thực vật bị giới hạn trong khả năng tìm kiếm điều kiện phù hợp để sống và phát triển. Kết quả là thực vật đã tiến hóa, phát triển theo nhiều cách để phân tán cây con bằng nhiều cách phát tán hạt của chúng. Bằng cách nào đó, hạt giống phải "đến" được một nơi thích hợp và ở đó một thời gian để nảy mầm và phát triển. Khi quả tách ra và giải phóng hạt ra ngoài theo cách bình thường, điều đó được gọi là sự tự nẻ, và thường phân biệt giữa các nhóm thực vật có quan hệ với nhau; Những nhóm quả này bao gồm: quả nang, quả đại, quả đậu và quả cải. Khi quả không tự mở và phóng hạt đi theo cách bình thường, chúng được gọi là "không tự nẻ". Bao gồm các nhóm quả như: quả hạch, quả nứt, quả hạt, quả cánh.
Sự phát tán hạt được thấy khá rõ ràng ở các loại quả. Tuy nhiên, nhiều loại hạt tự hỗ trợ sự phân tán của chúng. Một số loại hạt được phát tán khi vẫn còn ở trong quả hay quả hình nón, và sau đó quả sẽ tách hoặc vỡ ra để giải phóng hạt. Các loại hạt khác bị đẩy ra khỏi trái trước khi phân tán. Ví dụ, thực vật chi Bông tai cho quả thuộc dạng quả đạ, nên sau đó quả tự tách ra ở một bên để giải phóng hạt. Quả nang của cây diên vĩ (iris) tách làm 3 "van" để giải phóng hạt.

#### Phát tán bởi gió
- Vài loại hạt (ví dụ: hạt thông) có một cánh để hỗ trợ phân tán bằng sức gió.
- Các hạt có dạng như bụi của các loài Lan được mang đi bởi gió rất hiệu quả.
- Vài loại hạt (ví dụ: chi Bông tai, cây dương) có lông hỗ trợ phân tán bằng sức gió.[16]

Các loại hạt khác được bao phủ trong cấu trúc quả mà có thể lông hỗ trợ phân tán bằng sức gió như: Bồ công anh, quả bế có lông, cây thích, quả có hai cánh, quả cây Bồ công anh.

#### Phát tán bởi nước
Vài loại thực vật, chẳng hạn như Mucuna và chi thực vật họ Đậu (Dioclea) cho hạt giống trôi nổi được (được gọi là "hạt biển" hoặc "hạt nổi"). Chúng có thể nổi và trên sông và biển, sau đó dạt vào bờ.

#### Phát tán bởi động vật
- Các loại hạt có gai hoặc móc (ví dụ: Anacea, ngưu bàng, chút chít) có thể bám vào lông hoặc lông vũ của động vật, và sau đó rơi xuống.
- Các loại hạt được bao phủ bởi một lớp thịt (ví dụ: táo, anh đào, bách xù) bị ăn bởi các loài động vật như (chim, động vật có vú, bò sát, cá) và được phân tán nhờ chúng.
- Hạt (quả hạt) là nguồn dự trữ dưỡng chất dài hạn của các loài động vật (ví dụ: hạt dẻ, hạt phỉ, hạt óc chó). Hạt được trữ ở xa khỏi cây mẹ, và một số có thể không bị ăn nếu các loài động vật quên chúng.

Myrmecochory là sự phân tán hạt giống bởi các loài kiến. Kiến tìm thức ăn sẽ phân tán các hạt có bộ phận phụ gọi là thể dầu (elaiosome). Ví dụ như các loài thực vật họ Anh túc, họ Keo, họ Quắn hoa. "Thể dầu" là cấu trúc mềm, nhiều thịt và có nhiều chất dinh dưỡng mà các loài động vật ăn. Kiến mang các hạt vè tổ và ăn "thể dầu". Phần còn lại cứng và không ăn được, sẽ nảy mầm bên trong tổ hoặc ở nơi mà kiến đem bỏ đi. Mối quan hệ của sự phân tán này là ví dụ về sự hỗ sinh. Vì thực vật phụ thuộc vào kiến để phân tán hạt, còn kiến lại phụ thuộc vào hạt để lấy thức ăn. Kết quả là, nếu số lượng một bên giảm đi sẽ kéo theo cả bên kia. Ở Nam Phi, loài kiến Argentina (Linepithema humile) đã xâm lấn và đuổi loài kiến bản địa đi. Không giống như các loài kiến bản địa, kiến Argentina không thu hoặc hạt của Mimetes cucullatus (họ Quắn hoa) hay ăn phần "thể dầu". Kết quả là những vùng mà loài kiến này xâm lấn, số lượng cây Mimete con bị sụt giảm.

### Trạng thái tiềm sinh của hạt
Trạng thái tiềm sinh của hạt có hai chức năng chính: thứ nhất là đồng bộ hóa sự nảy mầm với những điều kiện tối ưu để sống sót của cây con. Thứ hai là trải đều sự nảy mầm của một "mẻ" hạt liên tục vì thế các rủi ro sau khi nảy mầm (ví dụ: sương giá, hạn hán, các loài động vật ăn cỏ) sẽ không làm chết hết các hạt của một cây. Trạng thái tiềm sinh của hạt được định nghĩa là khi một hạt không thể nảy mầm dưới những điều kiện môi trường tối ưu cho sự nảy mầm, thường là với nhiệt độ và độ ẩm của đất phù hợp. Bởi vậy, trạng thái tiềm sinh thật sự này hay tiềm sinh bẩm sinh được gây ra bởi các điều kiện bên trong của hạt. Do đó, tiềm sinh là trạng thái của hạt, không phải của môi trường. Trạng thái tiềm sinh bắt buộc hay còn gọi là sự thụ động của hạt xảy ra khi hạt không thể nảy mầm do điều kiện môi trường bên ngoài không thích hợp cho sự nảy mầm, thường xảy ra khi đìều kiện bên ngoài quá tối hoặc quá sáng, quá lạnh hoặc quá nóng, quá khô.
Trạng thái tiềm sinh của hạt không giống như sự bền bỉ của hạt ở trong đất hoặc trong thực vật, mặc dù ngay cả trong các xuất bản khoa học, chúng vẫn thường bị nhầm lẫn và sử dụng như từ đồng nghĩa. Bình thường, Trạng thái tiềm sinh của hạt được chia làm bốn loại chính: ngoại sinh, nội sinh, tổ hợp và thứ cấp. Một hệ thống mới đây chia trạng thái tiềm sinh của hạt thành năm loại: hình thái, sinh lý, hình thái - sinh lý, vật lý và tổ hợp.
Trạng thái tiềm sinh ngoại sinh gây ra bởi các điều kiện bên ngoài phôi, bao gồm:
- Tiềm sinh vật lý hay áo hạt dạng cứng xảy ra khi hạt có tính chống thấm nước. Khi trạng thái tiềm sinh mất đi, một cấu trúc đặc biệt còn gọi là "khe nước" sẽ vỡ ra và phản ứng với tín hiệu môi trường, đặc biệt là nhiệt độ. Khi đó, nước sẽ xâm nhập vào hạt và sự nảy mầm sẽ xảy ra. Các họ thực vật có trạng thái tiềm sinh vật lý là Đào lộn hột, Dong riềng, Bìm bìm, Đậu và Cẩm quỳ.[25]
- Tiềm sinh hóa học là khi có một loại hóa chất ngăn cản sự nảy mầm. Hóa chất này có thể được loại khỏi hạt bởi nước mưa, tuyết tan hoặc bằng các nào đó trở nên thụ động.[26] Sự lọc bỏ các hóa chất ngăn cản bởi nước mưa thường được cho là nguyên nhân là mất đi trạng thái tiềm sinh ở các loài thực vật sa mạc, tuy nhiên ít có bằng chứng xác nhận điều này.[27]

Tiềm sinh ngoại sinh gây ra bởi các điều kiện bên trong phôi, bao gồm:
- Tiềm sinh hình thái là khi sự nảy mầm bị ngăn cản bởi các đặc trưng hình thái của phôi. Ở một số loài, phôi vẫn chỉ là một khối tế bào khi hạt được phân tán và chưa tách biệt rõ ràng. Trước khi sự nảy mầm có thể xảy ra, sự tách biệt và phát triển của phôi phải có trước. Ở các loài khác, phôi đã tách biệt rõ ràng nhưng vẫn chưa phát triển đầy đủ khi phân tán, và phôi cần phát triển đến một độ dài cần thiết tùy theo loài trước khi nảy mầm. Các họ thực vật có trạng thái tiềm sinh hình thái là: Hoa tán, Cycas, Loa kèn, Mộc lan, Mao lương.[28][29]
- Tiềm sinh hình thái – sinh lý là khi các hạt với phôi chưa phát triển, và mang những đặc tính sinh lý của trạng thái tiềm sinh. Những hạt này cần những cách xử lý đặc biệt để phá vỡ trạng thái tiềm sinh cũng như cần một khoảng thời gian để phôi phát triển đầy đủ. Các họ thực vật mà trạng thái tiềm sinh hình thái – sinh lý xảy ra là Hoa tán, Nhựa ruồi, Loa kèn, Mộc lan, Anh túc và Mao lương.[27] Vài loài thực vật với tiềm sinh hình thái – sinh lý chẳng hạn như chi Tế tân, Trillium lại có cách thức tiềm sinh đa dạng. Một cách sẽ ảnh hưởng đến sự phát triển rễ mầm, cách còn lại sẽ ảnh hưởng đến sự phát triển của chồi mầm. Thuật ngữ "tiềm sinh kép" hay "hạt giống hai năm" được sử dụng cho các loài có hạt giống cần hai năm để nảy mầm hoàn tất hoặc ít nhất hai mùa đông và một mùa hạ. Trạng thái tiềm sinh của rễ mầm (rễ con) sẽ không bị phá vỡ vào mùa đông đầu tiên sau khi phân tán, nhưng trạng thái tiềm sinh của chồi mầm sẽ bị phá vỡ vào mùa đông thứ hai.[28]
- Tiềm sinh sinh lý có nghĩa là do điều kiện sinh lý, phôi không thể tập trung đủ năng lượng để phá vỡ lớp áo hạt, nội nhũ hoặc các cấu trúc bao phủ khác. Trạng thái tiềm sinh thường bị phá vỡ trong điều kiện mát ẩm, ấm và ẩm hoặc ấm khô. Axít Abscisic thường là nhân tố ức chế phát triển của hạt, và sự hình thành nó có thể bị ảnh hưởng bởi ánh sáng.
  - Sự làm khô ở một vài loại thực vật bao gồm một số loại cỏ và các loài ở những vùng khô theo mùa, là điều cần thiết trước khi chúng nảy mầm. Khi hạt giống được giải phóng, chúng cần một lượng ẩm thấp hơn trước khi sự nảy mầm có thể bắt đầu. Nếu hạt vẫn còn khá ẩm sau khi phân tán, sự nảy mầm có thể bị trì hoãn nhiều tháng, thậm chí là nhiều năm. Với nhiều loài thực vật thân cỏ từ những vùng có khí hậu ôn hòa, hạt đã không còn trạng thái tiềm sinh sinh lý khi hạt được làm khô. Những loài thực vật khác, hạt sẽ nảy mầm sau khi phân tán chỉ trong phạm vi nhiệt độ hẹp, nhưng khi hạt đã khô thì sẽ có thể nảy mầm trong một phạm vi nhiệt độ rộng hơn.[30]
- Với những hạt có khả năng tiềm sinh tổ hợp, phần áo hạt hoặc vỏ quả sẽ chống thấm nước và phôi có khả năng tiềm sinh sinh lý. Tùy thuộc vào loài, trạng thái tiềm sinh vật lý có thể bị phá vỡ trước hoặc sau trạng thái tiềm sinh sinh lý bị phá vỡ.[29]
- Tiềm sinh thứ cấp được gây ra bởi vài điều kiện sau khi hạt đã được phân tán. Điều đó xảy ra ở một vài loại hạt, khi mà hạt không tiềm sinh tiếp xúc với những điều kiện không phù hợp cho việc nảy mầm, thường là do nhiệt độ cao. Cơ chế của tiềm sinh thứ cấp vẫn chưa được hiểu rõ ràng, nhưng có thể liên quan đến sự mất tính nhạy cảm của các cơ quan thụ cảm trong màng sinh chất (plasma membrane).[31]

Những trạng thái tiềm sinh sau đây không liên quan đến hạt, mà do ảnh hưởng của môi trường:
- Tiềm sinh ánh sáng hay là sự nhạy cảm với ánh sáng ảnh hưởng đến sự nảy mầm của vài loại hạt. Những loại hạt này cần một khoảng thời gian trong tối hoặc ngoài sáng để nảy mầm. Ở những hạt với lớp áo hạt mỏng, ánh sáng có thể xuyên vào phôi. Việc có hay không có ánh sáng có thể kích hoạt hay ức chế quá trình nảy mầm ở vài hạt nằm quá sâu dưới đất, hoặc hạt không nằm trong đất.
- Tiềm sinh nhiệt độ là sự nhạy cảm của hạt đối với sự nóng hoặc lạnh, bao gồm cây ké đầu ngựa và thực vật chi Dền, chỉ nảy mầm ở nhiệt độ cao (30 độ C hoặc 86 độ F). Nhiều loại thực vật có hạt nảy mầm vào đầu hoặc giữa mùa hè đều có khả năng tiềm sinh nhiệt độ, chỉ nảy mầm khi nhiệt độ của đất khá ấm. Những loại hạt khác cần đất mát để nảy mầm, trong khi với một số loài như cần tây, sự nảy mầm sẽ bị ức chế nếu nhiệt độ của đất trở nên quá ấm. Thường thì, trạng thái tiềm sinh nhiệt độ sẽ mất đi nếu hạt già hoặc khô.

Không hẳn toàn bộ hạt đều trải qua trạng thái tiềm sinh. Hạt của vài loài đước là ở dạng cây con, chúng bắt đầu nảy mầm khi vẫn còn ở trên cây mẹ. Phần rễ lớn và nặng cho phép chúng cắm thẳng vào đất khi rơi xuống. Hạt của nhiều loài cây trong vườn sẽ bắt đầu nảy mầm ngay khi chúng có nước và nhiệt độ đủ ấm; dù "tổ tiên" trong thiên nhiên của chúng có thể có khả năng tiềm sinh thì những cây được trồng lại không có. Sau nhiều thế hệ được chọn lọc kỹ lưỡng bởi những người nhân giống và làm vườn, khả năng tiềm sinh đã bị loại bỏ.
Với các loài cây sống một năm, hạt là cách để sống sót qua mùa khô hoặc mùa lạnh. Các loại thực vật sớm ra hoa và sớm tàn thường là loại sống một năm, chúng có thể cho hạt sau mỗi sáu tuần.

### Trạng thái ngủ đông
Trạng thái ngủ đông của hạt khác với trạng thái tiềm sinh. Khi mà trạng thái tiềm sinh có thể được định nghĩa là: "Một hạt giống không nảy mầm khi mà các điều kiện như ánh sáng, nước / dưỡng chất đều có sẵn hoặc có sự hiện diện của các hóa chất kích hoạt như khói … thuận lợi". Còn ngủ đông là khả năng tồn tại của hạt khi mà các điều kiện thiết yếu để hạt phát triển không đầy đủ (nước, ánh nắng, dưỡng chất, …) hoặc trong điều kiện khắc nghiệt (quá lạnh, quá nóng, đất quá cứng, …). Không có giới hạn cụ thể về thời gian ngủ đông của hạt. Những hạt giống lâu đời nhất từng được tìm thấy và còn có thể sống được là hạt cây chà là (Phoenix dactylifera): vài hạt được tìm thấy ở pháo đài Masada ở Israel được xác định theo phương pháp cacbon phóng xạ và có độ tuổi khoảng 2000 năm. Một hạt giống vẫn còn có thể nảy mầm (Sallon et al., 2008 Science). Khi các điều kiện đều ổn thỏa cho một loại hạt cụ thể, thì nó có thể thoát khỏi trạng thái ngủ đông và sẽ nảy mầm.

## Sự nảy mầm của hạt

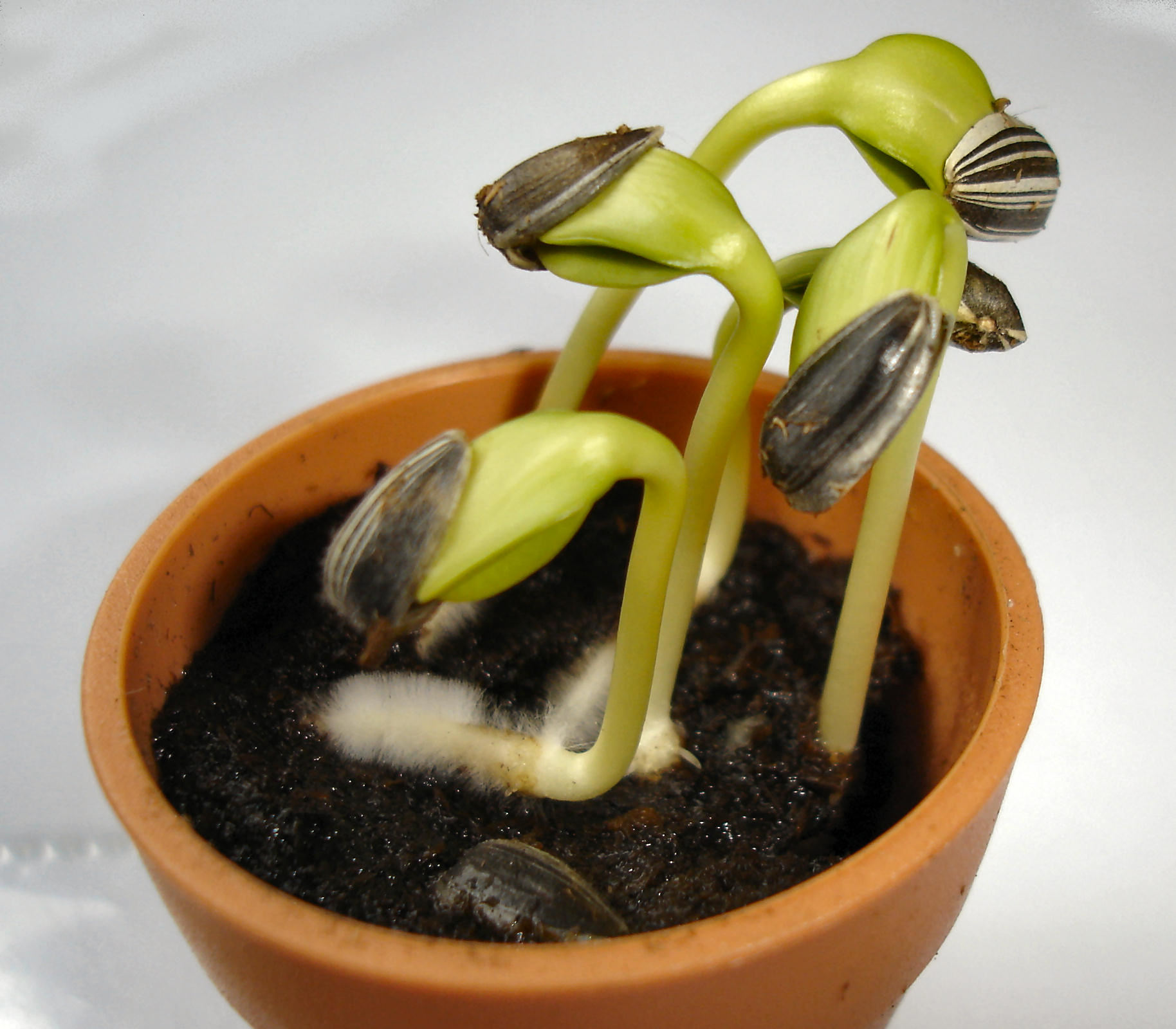
Hạt hướng dương nảy mầm thành cây con

Sự nảy mầm của hạt là quá trình mà phôi hạt sẽ phát triển thành một cây con. Nó có liên quan đến sự tái kích hoạt quá trình trao đổi chất, dẫn đến sự phát triển và xuất hiện rễ mầm với chồi mầm. Sự xuất hiện của cây con trên mặt đất là giai đoạn tiếp theo trong sự phát triển của thực vật và được gọi là sự hình thành cây con.
Ba điều kiện cơ bản phải tồn tại trước khi sự nảy mầm có thể xảy ra: (1) Phôi phải còn sống, hay còn gọi là "khả năng sống của hạt". (2) Bất kỳ trạng thái tiềm sinh nào cũng phải được vượt qua. (3) Điều kiện môi trường phù hợp phải tồn tại cho sự nảy mầm.
Khả năng sống của hạt là khả năng để phôi nảy mầm và bị ảnh hưởng bởi một vài điều kiện khác nhau. Vài loại thực vật cho ra hạt với phôi không có đủ chức năng, hoặc không phải hạt nào cũng có phôi, hay còn gọi là hạt rỗng. Các loài động vật hoặc nguồn bệnh có thể gây thương tổn hoặc làm chết hạt khi vẫn còn ở trong quả hoặc sau khi phân tán. Các điều kiện môi trường như lũ lụt hoặc nhiệt độ cao cũng có thể làm chết hạt trước hoặc trong khi nảy mầm. Tuổi của hạt ảnh hưởng đến sức khỏe và khả năng nảy mầm. Bởi vì hạt có mô sống, các tế bào quá tuổi sẽ chết và không được thay thế. Vài loại hạt có thể sống một thời gian dài trước khi nảy mầm, trong khi những loại khác chỉ có thể tồn tại một thời gian ngắn sau khi phân tán trước khi chết.
Sức sống của hạt là thước đo chất lượng của hạt, và có liên quan đến khả năng sống của hạt, tỉ lệ nảy mầm, tốc độ nảy mầm, và sức khỏe của cây con. Tỉ lệ nảy mầm chỉ đơn giản là lượng hạt nảy mầm trong tất cả các hạt dưới điều kiện tốt để phát triển. Tốc độ nảy mầm là khoảng thời gian cần thiết để hạt nảy mầm. Tỉ lệ nảy mầm và tốc độ nảy mầm bị ảnh hưởng bởi khả năng sống của hạt, còn trạng thái tiềm sinh và điều kiện môi trường ảnh hưởng trực tiếp đến hạt và cây con. Trong nông nghiệp và làm vườn, các hạt có chất lượng thường có sức sống cao, được tính toán bởi tỉ lệ nảy mầm và tốc độc nảy mầm. Kết quả này dựa trên phần trăm số hạt nảy mầm trong một khoảng thời gian nhất định, ví dụ như 90% số hạt nảy mầm trong 20 ngày. Tình trạng tiềm sinh cũng vậy, nhiều loại thực vật cho hạt với mức độ tiềm sinh khác nhau, và các hạt trong cùng một quả cũng khác nhau về điều này. Ta có thể thu được hạt không tiềm sinh nếu chúng phân tán ngay và không bị làm khô (nếu hạt khô chúng sẽ rơi vào trạng thái tiềm sinh sinh lý). Sự đa dạng giữa các loài thực vật là rất lớn và hạt tiềm sinh vẫn có thể sống được ngay cả khi tỉ lệ nảy mầm là rất thấp.
Những điều kiện môi trường ảnh hưởng đến sự nảy mầm của hạt bao gồm: nước, oxy, nhiệt độ và ánh sáng. Ba giai đoạn riêng biệt của sự nảy mầm là: giai đoạn hấp thụ nước, giai đoạn trì hoãn, giai đoạn nhú rễ mầm.
Để tách được lớp áo hạt ra, phôi phải hấp thu nước được (ngâm trong nước), và phôi sẽ phù lên, tách được lớp áo hạt. Tuy nhiên, bản chất của áo hạt sẽ quyết định thời gian mà nước có thể được hấp thu vào hạt và sau đó mới bắt đầu sự nảy mầm. Tốc độ hấp thu nước phụ thuộc vào tính thẩm thấu của phần áo hạt, lượng nước trong môi trường và diện tích tiếp xúc với nước của hạt. Với một số loại hạt, hấp thu nước quá nhiều và quá nhanh có thể làm chết hạt. Còn với vài loại hạt khác, một khi nước đã thấm vào, thì quá trình nảy mầm sẽ không thể dừng lại được, do đó nếu làm khô hạt vào thời điểm đó sẽ rất nguy hiểm. Có loại hạt có thể hấp thụ và mất nước vài lần vẫn không bị ảnh hưởng, nhưng nếu bị làm khô có thể rơi vào trạng thái tiềm sinh thứ cấp.

### Nảy mầm bắt buộc
Một vài cách được những nhà làm vườn sử dụng để phá vỡ trạng thái tiềm sinh của hạt. Rạch nông (Scarification) là rạch một vết nhỏ để cho nước và khí xâm nhập vào hạt, bao gồm các phương pháp thủ công để phá vỡ lớp áo hạt hoặc làm mềm bằng hóa chất, chẳng hạn như ngâm trong nước nóng, đục một lỗ nhỏ bằng cái ghim, chà xát bằng giấy nhám hoặc ép bằng búa. Ngâm hạt trong dung môi hoặc axit có thể ảnh hưởng nhiều đến hạt. Đôi khi quả được thu hoạch trong khi hạt vẫn còn non và phần áo hạt vẫn chưa phát triển đầy đủ và lại gieo hạt ngay trước khi lớp áo hạt trở nên chống thấm nước. Dưới những điều kiện tự nhiên, lớp áo hạt bị bục dần do các loài gặm nhấm, bị chà xát vào sỏi đá (do bị gió hoặc nước cuốn đi), trải qua quá trình đóng băng và tan, hoặc đi qua hệ tiêu hóa của động vật. Trong trường hợp này, lớp áo hạt bảo vệ hạt không bị tiêu hóa, nhưng cũng bị mòn dần, vì thế hạt có thể nảy mầm khị bị thải ra ngoài. Các loài vi sinh vật cũng có hiệu quả trong việc phá vỡ lớp áo hạt và đôi lúc được sử dụng; hạt được trữ ở một chỗ có cát ấm và ẩm trong vài tháng dưới những điều kiện thích hợp.
Sự phân tầng (Stratification), hay còn gọi là quá trình ẩm-lạnh, sẽ phá vỡ trạng thái tiềm sinh sinh lý của hạt. Độ ẩm của hạt sẽ được gia tăng để hạt có thể hấp thu nước, và hạt sẽ chịu một khoảng thời gian trong điều kiện ẩm–lạnh cho đến sau khi phôi chín. Gieo hạt vào thời điểm cuối mùa hè và mùa thu và để cho đến hết mùa đông với điều kiện mát mẻ bên ngoài là một cách hiệu quả để phân tầng hạt. Vài loại hạt phản ứng một cách thuận lợi với những khoảng thời gian dao động nhiệt độ như thế này, tương tự như ngoài tự nhiên.
Ngâm chiết (Leaching) hay ngâm trong nước để loại bỏ các hóa chất ức chế nảy mầm ở vài loại hạt giống. Trong tự nhiên, mưa và tuyết tan sẽ làm điều này. Vì hạt được gieo trong vườn, sử dụng nước là phương pháp tốt nhất. Nếu ngâm trong một vật chứa thì khoảng 12–24 giờ là đủ. Càng ngâm lâu, đặc biệt là trong nước tù thì có thể gây thiếu oxy và làm chết hạt. Hạt với lớp áo hạt cứng cò thể được ngâm trong nước nóng để phá vỡ lớp tế bào chống thấm nước.
Những cách khác để hỗ trợ sự nảy mầm của những hạt có trạng thái tiềm sinh bao gồm: làm lạnh sơ bộ, làm khô sơ bộ, thay đổi nhiệt độ hàng ngày, tiếp xúc với ánh sáng, Kali nitrat, sử dụng các chất điều hòa phát triển hạt như giberela, cytokinin, ethylen, thiourea, natri hypoclorit và những chất khác. Vài loại hạt nảy mầm tốt nhất sau một trận cháy, do lửa làm mất lớp áo hạt. Tiềm sinh hóa học cũng bị phá vỡ bởi khói ở một số hạt. Khói dạng lỏng cũng được các nhà làm vườn sử dụng để hỗ trợ nảy mầm.

### Hạt không thể nảy mầm
Hạt có thể trở nên không thể nảy mầm được vì vài lý do: không được chiếu sáng, không được thụ phấn, tế bào quá già hoặc vì mục đích nhân giống.

### Các loại hạt ăn được

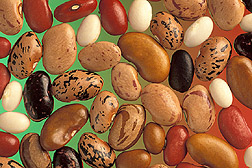
Các loại hạt đậu

## Kỷ lục về hạt

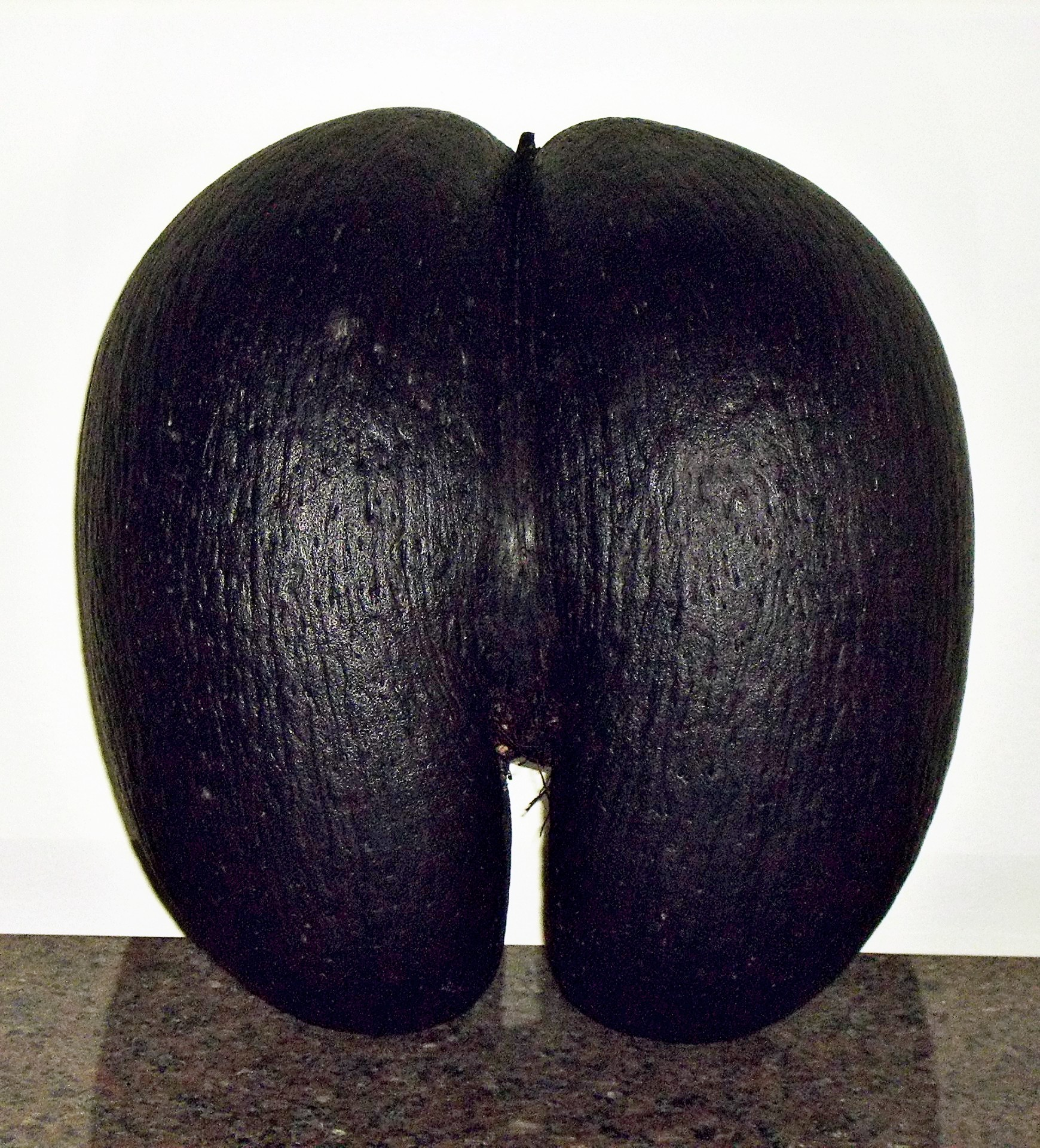
Hạt cây "coco de mer" (dừa kép)